# Dan Petrescu
Dan Vasile Petrescu (Bucareste, 22 de dezembro de 1967) é um treinador e ex-futebolista romeno, que atuava como lateral-direito. Atualmente, é técnico do CFR Cluj.
Disputou duas Copas do Mundo: 1994 e 1998.

## Títulos

### Steaua
- Campeonato Romeno: 1985–86, 1987–88, 198889
- Copa da Romênia: 1987–88, 1988–89
- Liga dos Campeões da UEFA: 1985–86

### Chelsea
- Recopa Europeia da UEFA: 1997–98
- Supercopa da UEFA: 1998
- Copa da Inglaterra: 1996–97, 1999–00
- Copa da Liga Inglesa: 1997–98
- Supercopa da Inglaterra: 2000

### Unirea Urziceni
- Campeonato Romeno: 2008–09

### Kuban Krasnodar
- Primeira Divisão Russa: 2010

### Târgu Mureş
- Supercopa da Romênia: 2015

### Jiangsu Sainty
- Copa da China: 2015

### CFR Cluj
- Campeonato Romeno: 2017–18